# Georgina Jones
Georgina Frances Jones coniugata Walton (New York, 1º settembre 1882 – Los Angeles, 3 settembre 1955) è stata una tennista statunitense.
Partecipò alle Olimpiadi di Parigi del 1900 nelle gare di tennis. Sia nel torneo singolare femminile che nel torneo di doppio misto fu eliminata ai quarti di finale.
Anche sua sorella Marion Jones partecipò alle gare di tennis.